# Frissjön
Frissjön är en sjö i Sävsjö kommun och Vetlanda kommun i Småland och ingår i Emåns huvudavrinningsområde. Sjön är 25 meter djup, har en yta på 3,21 kvadratkilometer och är belägen 211,1 meter över havet. Sjön avvattnas av vattendraget Emån.

## Delavrinningsområde
Frissjön ingår i det delavrinningsområde (634950-143850) som SMHI kallar för Utloppet av Frissjön. Avrinningsområdets medelhöjd är 231 meter över havet och ytan är 18 kvadratkilometer. Räknas de 2 delavrinningsområdena uppströms in blir den ackumulerade arean 59,4 kvadratkilometer. Emån som avvattnar avrinningsområdet har biflödesordning 2, vilket innebär att vattnet flödar genom totalt 2 vattendrag innan det når havet efter 204 kilometer. Delavrinningsområdet består mestadels av skog (57 procent) och jordbruk (14 procent). Avrinningsområdet har 3,21 kvadratkilometer vattenytor vilket ger det en sjöprocent på 17,8 procent.